# أليك هانان
أليك هانان (بالإنجليزية: Alec Hannan)‏ (13 فبراير 1916 – 31 مارس 2002) هو ملاكم جنوب أفريقي راحل، مثّل بلاده في الألعاب الأولمبية الصيفية 1936.

## روابط خارجية
أليك هانان على موقع بوكس ريك (الإنجليزية) (registration required)
- أليك هانان على موقع أوليمبيديا (الإنجليزية)